# Kurzwellensender

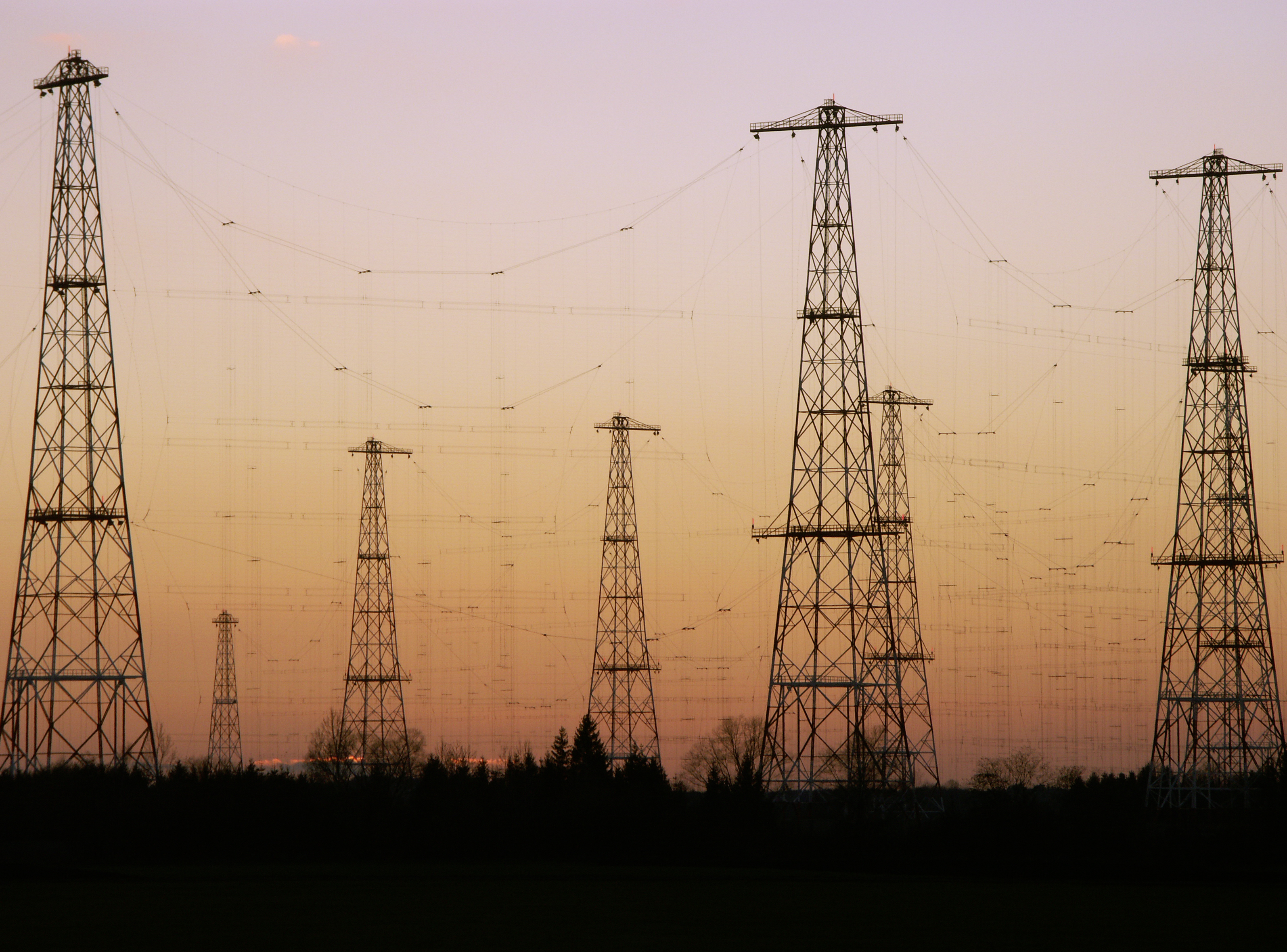
Typische Kurzwellensender in der abgerissenen Kurzwellensendeanlage Wertachtal

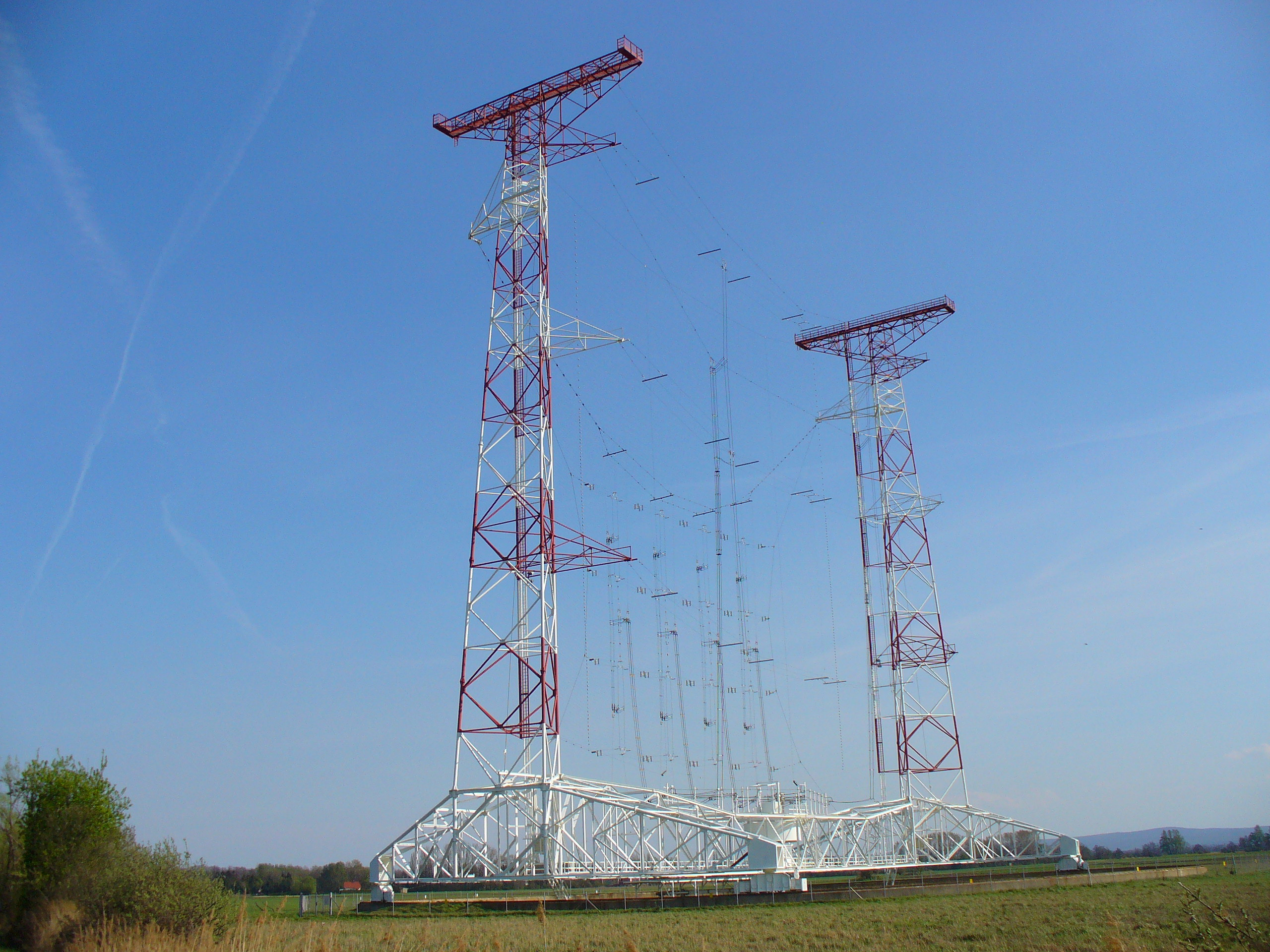
Drehbare Hochleistungs-Dipolwand-Richtantenne für Kurzwelle des ORF in Moosbrunn, Sendeleistung 500 kW, Gewicht 320 t

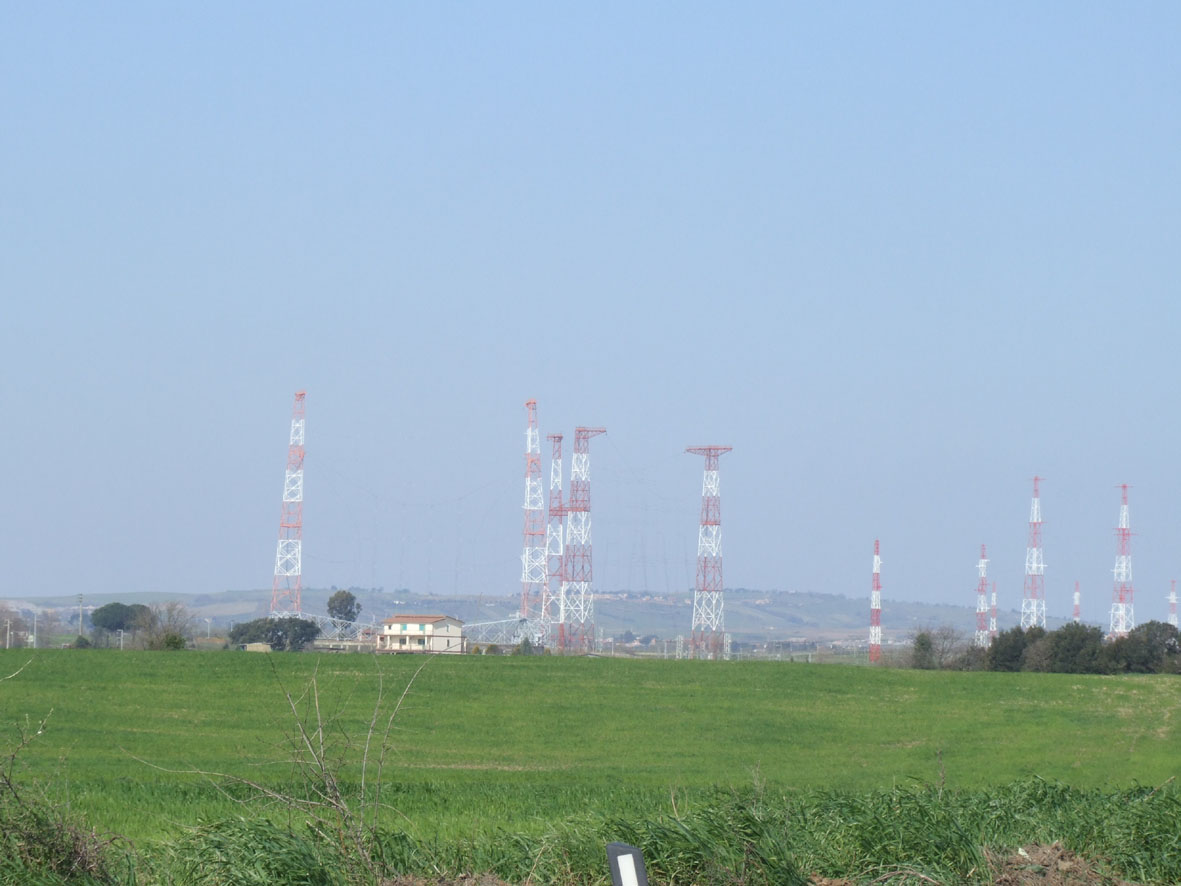
Kurzwellen- und Mittelwellensendeanlage von Radio Vatikan in Santa Maria di Galeria

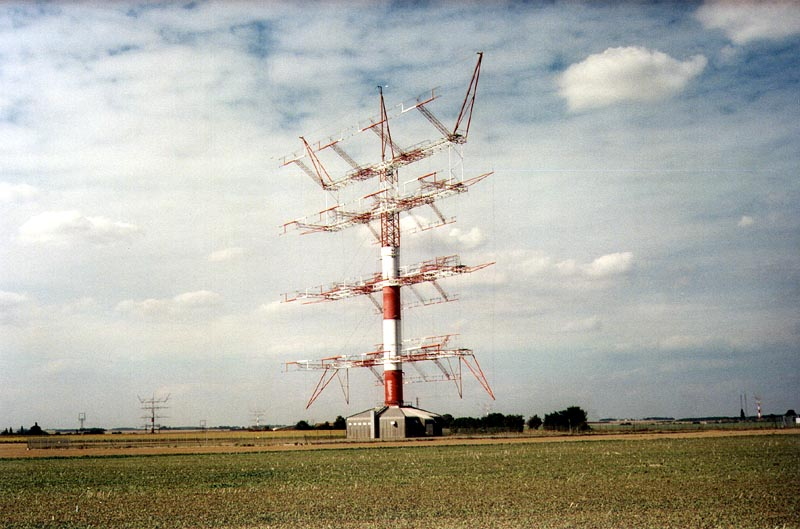
Drehbare ALISS-Kurzwellenantenne Baujahr 1993 in der Kurzwellensendeanlage Issoudun

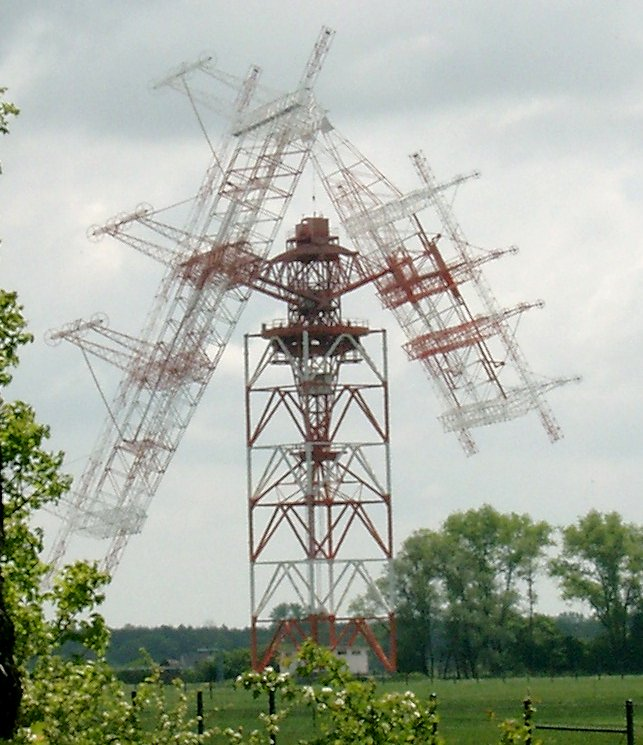
Moderne Kurzwellen-Drehstandantenne in der Großfunkstelle Nauen

Ein Kurzwellensender ist eine Sendeanlage für elektromagnetische Wellen mit Frequenzen im Kurzwellenbereich, also im Frequenzbereich zwischen 3 MHz und 30 MHz. Kurzwellensender verfügen oft über mehrere Betriebsarten, im Regelfall über Amplitudenmodulation (AM) und Einseitenbandmodulation (SSB). Letztere ermöglicht bei gleicher Sendeleistung eine größere Reichweite, erfordert aber eine kompliziertere Demodulation. Kurzwellensender für Rundfunkzwecke sind meist für Amplitudenmodulation ausgelegt, wobei ihre HF-Ausgangsleistung je nach Bauart über 500 Kilowatt betragen kann und sehr hohe bzw. interkontinentale Reichweiten erzielt werden können.

## Sendeantennen
Als Sendeantenne für den Kurzwellenbereich, also im Frequenzbereich zwischen 3 MHz und 30 MHz, werden entweder Rundstrahlantennen in Form von kleinen selbststrahlenden Sendemasten, T-Antennen oder Reusenantennen benutzt, als auch Richtstrahlantennen in Form von logarithmisch-periodischen Antennen und Dipolwänden. Letztere bestehen aus mehreren, zwischen geerdeten Stahltragwerken aufgehängten, horizontal oder vertikal polarisierten Dipolen und besitzen eine starke Richtwirkung. Durch geeignete Verstimmschaltung ist auch eine Drehung der Abstrahlrichtung in gewissen Grenzen möglich.
In einigen Anlagen, wie im neuen Kurzwellenzentrum in Nauen (Großfunkstelle Nauen) oder ehemals bei der Kurzwellensendeanlage Moosbrunn, gibt es Drehstandantennen und drehbare Kurzwellen-Dipolwandantennen, mit denen eine besonders starke Richtwirkung und damit eine weitere Steigerung der Reichweite erzielt werden kann. Eine besondere Bauart sind die in Frankreich entwickelten sogenannten ALISS-Antennen, die in der Kurzwellensendeanlage Issoudun zu finden und ebenfalls drehbar sind und eine starke Richtwirkung aufweisen.
Da im Kurzwellenbereich die Ausbreitungsbedingungen je nach Funkwetter bzw. Sonnenfleckenzahl häufig schwanken, ist es sinnvoll, eine den entsprechenden Gegebenheiten optimale Frequenz zu wählen, weshalb bei Bedarf notfalls auch mehrmals am Tag zwischen den Sendefrequenzen gewechselt werden sollte. Aus diesem Grund werden viele Kurzwellensender so ausgelegt, dass ein schneller Frequenzwechsel möglich ist, bei moderneren Bauarten auch ohne den Sendebetrieb einstellen zu müssen, wobei früher oft auf einen anderen Sender umgeschaltet wurde.
Kurzwellensender für Sprechfunkdienste verschiedener Art wie zur Kommunikation von Botschaften, Flugfunk, Seefunk, Radiotelegraphie oder dem Amateurfunk verfügen oft über mehrere Betriebsarten (Modulationsarten) wie u. a. Amplitudenmodulation (AM) und Einseitenbandmodulation (SSB), wobei die letztere bei gleicher Sendeleistung eine größere Reichweite ermöglicht aber eine kompliziertere Demodulation erfordert.
Einer der größten ehemaligen Kurzwellensender befand sich im Kurzwellenzentrum Jülich. Die Sendeleistung kann je nach Bauart bei einem einzelnen Kurzwellensender über 500 kW betragen, wenn mehrere Sender zusammengeschaltet werden, addiert sich die Sendeleistung dementsprechend, sodass größere Sendeanlagen mit mehreren großen Sendetürmen mit 2000 kW und auch ihr Programm ausstrahlen können.

## Bekannte Sendeanlagen

### Aktive KW-Sendeanlagen
- Großfunkstelle Nauen (Deutschland)
- Kurzwellensendeanlage Issoudun (Frankreich)
- Kurzwellensender Rimavská Sobota (Slowakei)
- Kurzwellensender Litomyšl (Tschechien)
- Kurzwellensender Udon Thani (Thailand)
- Kurzwellensendeanlage von WRMI (Florida, USA)
- Radio Vatikan in Santa Maria di Galeria

### Inaktive KW-Sendeanlagen
- Kurzwellensendezentrum Prato Smeraldo (Italien)
- Sendeanlage Caltanissetta (Italien) – nicht mehr im Rundfunkbereich aktiv
- Kurzwellensender Pori (Finnland)
- Sendeanlage Veľké Kostoľany (Slowakei)
- Relaisstation Cyclops (Malta)

### Ehemalige KW-Sendeanlagen
- Kurzwellensendeanlage Wertachtal (Deutschland)
- Kurzwellenzentrum Jülich (Deutschland)
- Sender Königs Wusterhausen (Deutschland)
- Norddeich Radio (Deutschland)
- Rügen Radio (Deutschland)
- Kurzwellensender Fleckendorf (Österreich)
- Kurzwellensendeanlage Moosbrunn (Österreich)
- Kurzwellensender Schwarzenburg (Schweiz)
- Kurzwellensender Poděbrady (Tschechien)